# Anomis alluaudi
Anomis alluaudi är en fjärilsart som beskrevs av Pierre E.L. Viette 1965. Anomis alluaudi ingår i släktet Anomis och familjen nattflyn. Inga underarter finns listade i Catalogue of Life.